# ドリュー・ミーキンス
ドリュー・ミーキンス（Drew Meekins、1985年4月10日 - ）は、アメリカ合衆国・アラスカ州ジュノー出身の男性フィギュアスケート選手。
2006年世界ジュニア選手権ペアチャンピオン。パートナーはジュリア・ウラソフ、ジェシカ・ローズ・ペイシュ。

## 経歴
アラスカ州のジュノーに生まれ、12歳でスケートを始めた。当初は男子シングル選手として活動していたが、2002年にジュリア・ウラソフと組みペアに転向した。
2003-2004年シーズン、全米選手権ノービスクラスで優勝し、翌2004-2005年シーズンよりISUジュニアグランプリへ参戦した。ジュニアグランプリではJGPベオグラード・スパローで優勝、同シーズンの全米選手権ジュニアクラスで2位となり、初出場の世界ジュニア選手権では9位となる。2005-2006年シーズン、JGPファイナルでは2位、2度目の出場となった世界ジュニア選手権では優勝を果たした。
2006-2007年シーズンよりシニアに完全転向し、ネーベルホルン杯で2位となりISUグランプリシリーズにも参戦。2007-2008年シーズン、当初はスケートカナダとロシア杯への出場を予定していたが、ジュリア・ウラソフとのペア解散を発表し、出場することはなかった。
2008年にジェシカ・ローズ・ペイシュとペアを結成した。

## 主な戦績
| 大会/年                   | 2004-05 | 2005-06 | 2006-07 | 2008-09 |
| ------------------------- | ------- | ------- | ------- | ------- |
| 全米選手権                | 2 J     | 3 J     | 7       | 10      |
| GP中国杯                  |         |         | 6       |         |
| GPNHK杯                   |         |         | 5       |         |
| ネーベルホルン杯          |         |         | 2       |         |
| 世界Jr.選手権             | 9       | 1       |         |         |
| JGPファイナル             | 4       | 2       |         |         |
| JGPクロアチア杯           |         | 3       |         |         |
| JGPアンドラ杯             |         | 2       |         |         |
| JGPウクライナ記念         | 3       |         |         |         |
| JGPベオグラード・スパロー | 1       |         |         |         |

- J = ジュニアクラス

### 詳細
| 2008-2009 シーズン |                                                |          |         |           |
| 開催日             | 大会名                                         | SP       | FP      | 結果      |
| 2009年1月18日-25日 | 全米フィギュアスケート選手権（クリーブランド） | 10 47.67 | 10 83.2 | 10 130.87 |

| 2006-2007 シーズン     |                                              |         |         |          |
| 開催日                 | 大会名                                       | SP      | FP      | 結果     |
| 2007年1月21日-28日     | 全米フィギュアスケート選手権（スポケーン）   | 9 49.69 | 5 98.24 | 7 147.93 |
| 2006年11月30日-12月3日 | ISUグランプリシリーズ NHK杯（長野）          | 6 45.96 | 5 89.49 | 5 135.45 |
| 2006年11月9日-12日     | ISUグランプリシリーズ 中国杯（南京）         | 6 43.76 | 6 81.79 | 6 125.55 |
| 2006年9月29日-10月1日  | 2006年ネーベルホルン杯（オーベルストドルフ） | 2 46.97 | 2 94.15 | 2 141.12 |

| 2005-2006 シーズン  |                                                             |         |         |          |
| 開催日              | 大会名                                                      | SP      | FP      | 結果     |
| 2006年3月6日-12日   | 2006年世界ジュニアフィギュアスケート選手権（リュブリャナ）  | 4 45.44 | 1 92.61 | 1 138.05 |
| 2006年1月7日-15日   | 全米フィギュアスケート選手権 ジュニアクラス（セントルイス） | 3 49.86 | 3 88.99 | 3 138.85 |
| 2005年12月24日-27日 | 2005/2006 ISUジュニアグランプリファイナル（オストラバ）     | 3 45.54 | 2 87.77 | 2 133.31 |
| 2005年10月6日-9日   | ISUジュニアグランプリ クロアチア杯（ザグレブ）              | 2 45.19 | 3 85.84 | 3 131.03 |
| 2005年9月8日-11日   | ISUジュニアグランプリ アンドラ杯（カニーリョ）              | 1 42.61 | 3 78.53 | 2 112.72 |

| 2004-2005 シーズン    |                                                              |         |         |          |
| 開催日                | 大会名                                                       | SP      | FP      | 結果     |
| 2005年2月28日-3月6日  | 2005年世界ジュニアフィギュアスケート選手権（キッチナー）     | 7 45.42 | 9 75.68 | 9 121.10 |
| 2004年12月2日-5日     | 2004/2005 ISUジュニアグランプリファイナル（ヘルシンキ）      | 3 49.83 | 5 83.37 | 4 133.20 |
| 2004年9月30日-10月3日 | ISUジュニアグランプリ ウクライナ記念（キエフ）               | 3 43.71 | 3 78.62 | 3 122.33 |
| 2004年9月23日-26日    | ISUジュニアグランプリ ベオグラード・スパロー（ベオグラード） | 2 45.60 | 2 83.36 | 1 128.96 |